# Iveco EuroTrakker
Iveco EuroTrakker — серия крупнотоннажных грузовых автомобилей, выпускаемых итальянской компанией Iveco S.p.A. в период с 1993 по 2004 год. Внешне автомобили напоминают Iveco EuroTech, с которыми у них много общего. Серия EuroTrakker заменяет предыдущий спектр строительных автомобилей Fiat 300 и Iveco 330, построена на усиленном шасси «МР» с рессорной подвеской и колёсной формулой 4*2, 4*4, 6*4, 6*6, 8*4 и 8*8 с двигателями объёмом 7,8—13,8 л мощностью от 245 до 480 лошадиных сил.
Семейство автомобилей охватывает тяжёлый транспорт полной массой от 18 до 72 тонн. В 2004 году ему на смену пришёл Iveco Trakker.